# Pittwater
Pittwater var en kommun i Australien. Den låg i delstaten New South Wales, i den sydöstra delen av landet, omkring 25 kilometer norr om delstatshuvudstaden Sydney. 2014 var antalet invånare 62 070 och arean var 90 kvadratkilometer.
Kommunen upphörde den 12 maj 2016 då den slogs samman med Warringah och Manly Vale för att bilda det nya självstyresområdet Northern Beaches Council.
Följande samhällen ingick i Pittwater Council:
- Newport
- North Narrabeen
- Warriewood
- Bilgola Beach
- Bay View
- Palm Beach
- Ingleside
- Church Point
- Great Mackerel Beach